# Pristimantis gretathunbergae
Pristimantis gretathunbergae is een kikker uit de familie Strabomantidae.

## Naam en indeling
De soortnaam Pristimantis gretathunbergae werd voor het eerst wetenschappelijk gepubliceerd en beschreven door Konrad Mebert, Macario González-Pinzón, Madian Miranda, Edgardo Griffith, Milan Vesely, P. Lennart Schmid en Abel Batista in 2022 in het wetenschappelijk tijdschrift ZooKeys.
De soortaanduiding gretathunbergae is een eerbetoon aan de Zweedse klimaatactiviste Greta Thunberg. De organisatie achter de wetenschappelijk ontdekking, de Rainforest Trust, gaf mensen middels een veiling de kans om een wetenschappelijke naam te geven aan een nieuw ontdekte soort. De hoogste bieder koos Thunberg als naamgever vanwege haar bijdragen aan de wereldwijde bewustwording van klimaatverandering.

## Uiterlijke kenmerken
Mannetjes van deze soort bereiken een lichaamslengte van ongeveer 27 tot 37 millimeter, vrouwtjes worden langer en worden 38 tot 46 mm lang. Vrouwtjes hebben ook een grotere en bredere kop; 19 millimeter in vergelijking met de 12 mm brede kop van mannetjes. De ogen zijn relatief groot, de iris is vaak zwart van kleur (3), maar kan ook zeer donkerrood zijn, soms met kleine, rood-gele vlekjes. Boven ieder oog is een klein, gepunt uitsteekseltje (2) aanwezig. De trommelvliezen of tympana zijn klein, ze zijn bij de vrouwtjes niet en bij de mannetjes nauwelijks zichtbaar.
De snuitpunt is vanaf de bovenzijde bezien relatief kort en afgerond in vergelijking met verwante soorten. De bij kikkers veel voorkomende langwerpige klierplooien of dorsolaterale lijsten zijn afwezig.
Pristimantis gretathunbergae heeft een lichtbruine lichaamskleur aan de bovenzijde die per individu wat naar geel of rood kan neigen, soms zijn hier en daar oranje vlekjes aanwezig of grotere rode tot bruine vlekken. De buikzijde is lichter van kleur en kan zowel uniform geel tot oranje van kleur zijn of vuilwit, in het laatste geval zijn soms donkere vlekken aanwezig. Tussen de dorsale en ventrale zijde is een gele streep (1) gepositioneerd. De bovenlip (4) is zeer licht van kleur bij de vrouwtjes en bij sommige mannetjes.
De kikker is van andere soorten te onderscheiden door de lichaamskleur en het relatief grote lichaam. Verder is de soort te herkennen aan de ogen en meer specifiek de iris, die geen nettekening heeft en eveneens geen lichtere vlekken heeft zoals voorkomt bij gelijkende kikkers.

## Levenswijze
Overdag schuilt de kikker tussen de bladeren van bromelia's. 's Nachts wordt het dier tussen de bromelia's en op boomschors waargenomen op een hoogte van een halve meter tot drie meter boven de bodem. De voedselvoorkeur is nog niet onderzocht, maar waarschijnlijk worden voornamelijk kleine geleedpotigen zoals mieren en rechtvleugeligen buitgemaakt. De eieren worden afgezet in bromelia's en op met mos begroeide takken. Er zijn meerdere waarnemingen bekend van vrouwtjes die de eieren gedurende langere tijd bewaken.

## Verspreiding en habitat
Pristimantis gretathunbergae komt voor in Midden-Amerika, Panama. Mogelijk komt de kikker eveneens voor in bergstreken in het aangrenzende Colombia. Binnen Panama is de kikker aangetroffen in de provincies Panama, Panama Oeste, Darién, Coclé en Colón. Uit de laatste twee provincies is de kikker geïdentificeerd op basis van fotografisch materiaal en uit DNA-analyses.
De habitat bestaat uit vochtige tropische bergbossen waarvan de bomen begroeid zijn met mos en veel bromeliaplanten dragen. De kikker is aangetroffen op een hoogte van 718 tot 1439 meter boven zeeniveau. Pristimantis gretathunbergae is nog niet geclassificeerd door de internationale natuurbeschermingsorganisatie IUCN, maar de onderzoekers die de kikker ontdekten, adviseerden om de soort als 'kwetsbaar' (Vulnerable of VU) aan te wijzen. Dit vanwege het vrij kleine verspreidingsgebied, minder dan tien bekende vindplaatsen binnen het areaal en de grote schaal van ontbossing in en rondom de bekende leefgebieden.